# Epitymbia alaudana
Epitymbia alaudana är en fjärilsart som beskrevs av Edward Meyrick 1881. Epitymbia alaudana ingår i släktet Epitymbia och familjen vecklare. Inga underarter finns listade i Catalogue of Life.